# Enzo Giraudo
Enzo Giraudo (1961, Máximo Paz, Provincia de Santa Fe), es un cantante de música folklórica de Argentina, con registro de tenor. En 1982 ingresó al grupo Los Trovadores y se retiró luego de 1990, grabando en ese período cuatro álbumes con el grupo.

## Trayectoria
Enzo Giraudo se integró a Los Trovadores en 1982, para reemplazar al tenor Carlos Pino, una de las voces emblemáticas del grupo. Dos años antes se había retirado también "Pancho" Romero, la otra voz histórica de Los Trovadores. Se trató de un momento de cambio radical del grupo.
Apareció entonces un nuevo quinteto formado por "Quito" Figueroa, Ramón "Chiquito" Catramboni, Miguel Ángel Aguirre (luego reemplazado por Poppy Scalisi), Enzo Giraudo y Carlos Fredi. En esta etapa el grupo cambió el cancionero incorporando temas vinculados el contenido de recuperación de la democracia y a formas renovadas de la interpretación del folklore. Graban los álbumes Todavía cantamos (1982), Imagínalo (1983), Pequeñas historias (1985) y José Pedroni (1989), este último musicalizando poemas del poeta argentino José Pedroni, y la participación de Antonio Tarragó Ros, Carlos Carella, Enrique Llopis y Silvina Garré.
Giraudo se retiró del grupo luego de 1990. Con posterioridad ha participado de agrupaciones como el Coral de Los Arroyos y Flor de Ceibo, encargándose de los arreglos vocales.

## Obra

### Álbumes

#### Con Los Trovadores
1. Todavía cantamos, CBS, 1982
2. Imagínalo, CBS, 1983
3. Pequeñas historias, CBS, 1985
4. José Pedroni, Redondel, 1989